# Polytechnisch Tijdschrift
Het Polytechnisch Tijdschrift was een Nederlands technisch vaktijdschrift dat opgericht is in 1946.
Het blad is opgericht als het Officieel Orgaan van het Nederlands Instituut van Middelbare Technici (NIMT) dat later NIRIA zou gaan heten.
Vanaf de oprichting waren er twee uitgaven: A en B, namelijk:
- A: Werktuigbouwkunde, Staalconstructies, Scheepsbouw, Electrotechniek en aanverwante onderwerpen,
- B: Burgerlijke Bouwkunde en Weg- en Waterbouwkunde en aanverwante onderwerpen.

## Uitgave A
Vanaf 1966 werd de A uitgave gesplitst in:
- PT Procestechniek
- PT Electrotechniek en Elektronica
- PT Werktuigbouwkunde

In deze uitgaven werd ook een deel van het Polytechnisch Weekblad opgenomen, hoewel dit weekblad ook bleef voortbestaan.
De inhoud van het Polytechnisch Tijdschrift kenmerkte zich door gedegen technisch georiënteerde vakartikelen.
Sedert 1973 werd de uitgave verzorgd door Stam Tijdschriften. Evenals bij het blad De Ingenieur werden sedert 1983 de diepgaander artikelen geleidelijk door kortere vervangen.
Een curiositeit is nog geweest:
- PT Geluid en Trilling, waarvan tussen 1978 en 1980 slechts enkele nummers zijn verschenen.

In 1994 fuseerde het NIRIA met het KIvI, maar het Polytechnisch Tijdschrift bleef nog enkele jaren bestaan.
Vanaf 1990 deed kleur zijn intrede in het blad en in 1999, bij de laatste edities, restte er nog slechts een magazine.
Van 1999-2002 bestond het blad als:
- PT Industrie: het tijdschrift voor technisch en industrieel management. Hierin waren de drie eerdere versies van het Polytechnisch Tijdschrift opgegaan.

Vanaf 2002 ging het blad verder als:
- PT Industrieel management: het vakblad voor de technisch manager. Vanaf 2004 werd hierin het vakblad MB Metaalbewerking opgenomen, en vanaf 2007 ook het vakblad CE-Magazine.

PT Industrieel Management heeft een ontwikkeling doorgemaakt van een technisch vakblad naar een tijdschrift over management van technologie.

## Uitgave B
Uitgave B voegde het onderwerp architectuur nog toe aan het vakgebied. Het heeft bestaan tot 1966. Daarna ging het tot 1981 verder als:
- PT Bouwkunde Water- en wegenbouw.

In dit jaar werd het tijdschrift gesplitst in:
- PT Bouwtechniek
- PT Civiele Techniek

PT Bouwtechniek heeft nog tot 1984 bestaan en is toen opgenomen in Architectuur Bouwen.
PT Civiele Techniek heeft nog tot 1990 bestaan en ging toen verder als het tijdschrift Civiele Techniek.
Deze ontwikkelingen betekenden het einde voor het Polytechnisch Tijdschrift als technisch vakblad. Alleen de merknaam PT bleef.